# 아포노게톤 마다가스카렌시스
아포노게톤 마드가스카렌시스(Aponogeton madagascariensis)는 흔히 마다가스카 레이스리프(Madagascar laceleaf), 래티스 리프(lattice leaf) 또는 레이스 플랜트(lace plant)라고 불리고 있다.
마다가스카르 고유의 자생종이며 수족관에서 판매되고 있다. 야생에서는 멸종위기에 쳐해져 있다.

## 설명
다년생의 외떡잎 수생식물.  직경 3cm 크기의 구근을 가지고있다. 잎의 형태는 길쭉하고, 잎의 길이는 15 ~ 55 cm, 넓이는 5 ~ 16cm 넓이로 자란다. 잎의 최대길이는 잎자루를 포함하여 65cm이다. 잎은 수면아래에 수평으로 퍼지며, 잎맥 사이사이에 잎사귀조직이 없는 격자모양의 골격망을 가지고 있다.
꽃은 기립한 꽃대에서 자라며 꽃대는 1m 길이다. 꽃대는 수면에서 20cm 돌출된다.
이 수생식물을 재배하는데 있어서 여러 가지 형태가 존재하는 것 같다. 어떤것은 크고 어떤 것은 작다.

## 재배 및 쓰임새
뿌리줄기(근경)은 섭취가 가능하다.
적정수온은 섭씨 15 ~ 26이며, 5 ~ 7.5 정도의 pH를 요구한다. 빛이 약한 저조도 실외에서 가장 잘 자란다. 토양엔 영양소가 풍부해야한다.
Co2 의존도는 낮은 편이다.
전 세계의 식물원에서 이 식물에 대한 수요가 높았다. 그래서 현재 마다가스카르의 자생지에서 멸종위기에 쳐해져 있다.
아포노게톤 마다가스카렌시스는 키우기 어려운 수초로 평가받곤 하는데, 그 이유는 다음과 같다 :
1. 실내에서는 강한 광량을 요구한다. 그러나 강한 광량은 이끼의 성장을 촉진시키는데 이끼가 격자구조사이에 번식하게 되면 제거하기도 어렵고 무엇보다도 식물의 생장에 좋지 않은 영향을 주기 때문이다.
2. 새 구근을 심은 첫 해에는 잘 자라지만 둘째 해부터는 성장이 부진하다. 구근에 영양소를 충분히 저장하지 못했기 때문이다.(정확한 원인은 밝혀지지 않았음.)
3. 씨앗을 맺지만, 종종 발아가 안되거나 성장이 부진한 경우가 있다. 일부 애호가들은 잦은 환수와 여과기의 여과성능을 높일것을 추천하고있다. [출처 필요]